# 황금알을 낳는 거위
황금알을 낳는 거위(The Goose That Laid the Golden Eggs), 황금알을 낳는 거위 죽이기(To kill the Goose That Laid the Golden Eggs)는 탐욕이 동기가 되어 이로울 것이 없는 행위에 사용되는 관용구이다. 이솝 우화 중 하나, 페리 인덱스의 87을 참조한다.

## 이야기와 도덕상
아비아누스와 윌리엄 캑스턴은 황금알을 낳는 서로 다른 거위 이야기를 이야기하며, 다른 판본에서는 닭(암탉)으로 Townsend에 의해 묘사된다.

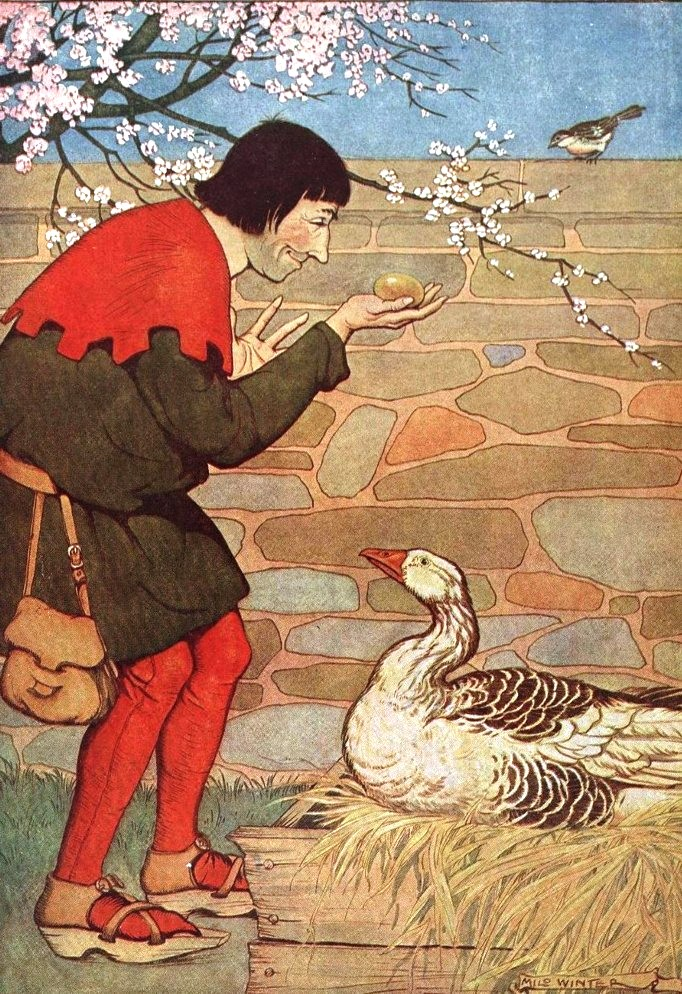
"황금알을 낳는 거위" 1919년 에디션. 밀로 윈터 작품.

초기 구전에서는 함축적인 도덕보다 탐욕에 대한 경고 주해가 있다. 이는 장 드 라 퐁텐의 "황금알을 낳는 수탉"(La Poule aux oeufs d'or, Fables V.13)에서도 그러한데 '탐욕은 얻기 위해 모든 것에 분투하여 모든 것을 잃는다'는 정서로 시작하며 끝으로 자가 구제를 시도함으로써 가난해지는 자들에게 적용될 수 있다는 주해를 달고 있다. 단지 나중에서야 도덕성이 오늘날 자주 등장하기 시작했다.
탐욕은 스스로 커진다(Greed oft o’er reaches itself, Joseph Jacobs, 1894)와 '더 많이 바랄수록 모든 것을 잃는다' (Samuel Croxall, 1722)가 있다. 암탉보다는 거위에 대해 다루는 이야기가 저명하다.
"황금알을 낳는 거위를 죽이지 말라"는 영어 관용구는 "황금 거위 죽이기"로 짧게 이야기되기도 하며 이는 이 우화에서 비롯된다. 자산의 수익성을 해치는 근시안적인 행동에 흔히 사용된다. 캑스턴 버전의 이야기에서 하루에 2개의 알을 낳는 거위의 소유자의 수요에 대해 이야기한다. 이 수요를 달성하지 못하면 거위의 소유자는 거위를 죽였다.

## 같이 보기
- 잭과 콩나무
- 자타카

## 참고 문헌
- Aesop's Fables, a new translation by V. S. Vernon Jones (London: W. Heinemann, 1912), p. 2.

1. ↑  “The Man And The Golden Eggs”. Mythfolklore.net. 2011년 10월 17일에 확인함.
2. ↑  “Mythfolklore.net”. Mythfolklore.net. 2011년 10월 17일에 확인함.
3. ↑  “Oaks.nvg.org”. Oaks.nvg.org. 2011년 10월 17일에 확인함.
4. ↑  “Mythfolklore.net”. Mythfolklore.net. 2011년 10월 17일에 확인함.
5. ↑  Available on Google Books, pp.228-9 books.google.co.uk
6. ↑  Marvin, Dwight Edwards (1922). 《The Antiquity of Proverbs: Fifty Familiar Proverbs and Folk Sayings with Annotations and Lists of Connected Forms, Found in All Parts of the World》. G. P. Putnam's Sons. 188–189쪽.
7. ↑  “Mythfolklore.net”. Mythfolklore.net. 2011년 10월 17일에 확인함.